# 大幡村 (鳥取県)
大幡村（おおはたそん）は、鳥取県西伯郡にあった村。現在の西伯郡伯耆町の一部にあたる。

## 地理
日野川の下流右岸、大山山麓の沖積地に位置していた。
- 河川：清山川[4]、野本川[5]、尾高井手[4]、蚊屋井手[6]

## 歴史
- 1889年（明治22年）10月1日、町村制の施行により、会見郡上細見村、立岩村、吉定村、岸本村、押口村、吉長村、遠藤村が合併して村制施行し、大幡村が発足[2][3]。旧村名を継承した上細見村、立岩村、吉定村、岸本村、押口村、吉長村、遠藤村の7大字を編成[3]。
- 1896年（明治29年）4月1日、郡の統合により西伯郡に所属[3]。
- 1915年（大正4年）1月1日、「大幡村大字◯◯村」から大字の「村」を削除し、「大幡村大字◯◯」と改称[7]。
- 1955年（昭和30年）3月31日、西伯郡幡郷村（一部）、日野郡八郷村と合併し、町制施行し西伯郡岸本町を新設して廃止された[2][3]。合併後、岸本町大字上細見・立岩・吉定・岸本・押口・吉長・遠藤となる[3]。

## 産業
- 農業、畜産、養蚕[3]。『大日本紳士名鑑』によると農業は中原、野坂、加川、養蚕業は後藤、勝部などがいる[8]。
- 産物は米、ナシ、カキ、ネギ、スイカ、イチゴ[3]。1930年に刊行された『市町村治績録 改訂第2版』によると農産268.618円[1]。畜産7.647円[1]。工産10.083円[1]。
- 商工業者は酒、醤油醸造業の矢田貝がいる[8]。

## 行政
村長、助役は以下の通りである。

### 村長
- 野坂清一郎[1]
- 藍田信三郎[8][1]
- 野坂政太郎[1]
- 後藤城光[1]

### 助役
- 野坂政太郎[8]
- 勝部茂治[1]

## 人口
1930年に刊行された『市町村治績録 改訂第2版』によると戸数360戸、1841人。

## 交通

### 鉄道
- 1919年（大正8年）大字押口字三日市上に鉄道院伯備北線（現伯備線）岸本駅開設[9]。

## 出身人物
- 矢田貝平重（醸造家、素封家、大地主、中国貯蓄銀行取締役）
- 矢田貝猶治（醸造家、大地主、素封家、中国貯蓄銀行取締役、西伯郡会議員）